# Федин, Александр Андреевич
Александр Андреевич Федин (28 ноября 1908, с. Сальное, Дмитриевский уезд, Курская губерния, Российская империя — май 1985 года, Москва, РСФСР) — советский государственный деятель, министр сельского хозяйства и заготовок РСФСР (1953).

## Биография
Член ВКП(б) с 1943 г. В 1931 г. окончил Воронежский сельскохозяйственный институт. Работал агрономом.
- 1943—1946 — начальник Краснодарского краевого земельного отдела.
- 1946—1947 гг. — министр земледелия РСФСР,
- апрель-август 1953 г. — министр сельского хозяйства и заготовок РСФСР,
- 1957—1958 гг. — заместитель министра сельского хозяйства РСФСР.

## Награды и звания
Награждён орденом Ленина, двумя орденами Трудового Красного Знамени.